# 幻のぶどう園
『幻のぶどう園』（まぼろしのぶどうえん）は、NHK総合テレビジョンの『銀河テレビ小説』ふるさとシリーズで、1976年8月23日から9月3日まで放送されたテレビドラマ。市川森一脚本。

## 概要
ぶどう園を手放して上京してきた父親（花沢徳衛）と、偽りの都会生活を見せつける息子（尾藤イサオ）との関係を描いた作品。
岩井俊二は「原風景」と呼ぶほど影響を受けた作品であると言う。

## 出演
小松亨
演 - 尾藤イサオ
三宅英子
演 - 木内みどり
富岡信之
演 - 森本レオ
まゆみ
演 - 渡辺やよい
ラーメン屋
演 - 田村元治
カスター将軍
演 - 日下武史
小松茂吉
演 - 花沢徳衛
その他
演 - 佐野浅夫、范文雀

## スタッフ
- 音楽 - 瀬尾一三
- 制作 - 伊神幹
- 美術 - 南波靖造
- 技術 - 浜屋敷孝
- 効果 - 大和定次
- 演出 - 松井恒男

## 主題歌・挿入歌
- 主題歌「晩夏」（作詞・作曲・歌：荒井由実 編曲：松任谷正隆）アルバム『14番目の月』に収録。
- 挿入歌「ダスティン・ホフマンになれなかったよ」（作詞：藤公之介 作曲・歌：大塚博堂 編曲：惣領泰則）劇中で尾藤が歌うシーンがある。

## 関連文献
- 『市川森一メランコリックドラマ集』映人社、1986年7月20日。